# Венець (Мазовецьке воєводство)
Венець (пол. Wieniec) — село в Польщі, у гміні Ілув Сохачевського повіту Мазовецького воєводства.
Населення — 128 осіб (2011).
У 1975-1998 роках село належало до Плоцького воєводства.

## Демографія
Демографічна структура станом на 31 березня 2011 року:
|          | Загалом | Допрацездатний вік | Працездатний вік | Постпрацездатний вік |
| -------- | ------- | ------------------ | ---------------- | -------------------- |
| Чоловіки | 69      | 20                 | 38               | 11                   |
| Жінки    | 59      | 12                 | 32               | 15                   |
| Разом    | 128     | 32                 | 70               | 26                   |